# اچ‌ام‌اس شیکاری (۱۹۱۹)
اچ‌ام‌اس شیکاری (۱۹۱۹) (به انگلیسی: HMS Shikari (1919)) یک کشتی بود. این کشتی در سال ۱۹۱۹ ساخته شد.